# 2354 Lavrov
A 2354 Lavrov (ideiglenes jelöléssel 1978 PZ3) a Naprendszer kisbolygóövében található aszteroida. Ljudmila Ivanovna Csernih és Nyikolaj Sztyepanovics Csernih fedezte fel 1978. augusztus 9-én.